# Tom Daley
Thomas Robert (Tom) Daley (Plymouth, 21 mei 1994) is een voormalig Engelse schoonspringer die op dertienjarige leeftijd Europees kampioen werd. Met een score van 491,95 punten won hij in 2008 goud in de finale van het onderdeel toren (10 meter) op het Europees kampioenschap Zwemmen, Schoonspringen en Synchroonzwemmen in Eindhoven. Daley is lid van de Plymouth Diving Club.

## Biografie
Op de Olympische Zomerspelen in Beijing 2008 werd Daley samen met zijn partner Blake Aldridge achtste op het onderdeel 10 m toren synchroonspringen. Op de 10 m toren werd Daley zevende.
In juli 2009 won Daley de gouden medaille op het onderdeel 10 meter toren tijdens de FINA-wereldkampioenschappen in Rome. Hij haalde er een score van 539.85 punten. Op de Olympische Zomerspelen van 2012 won hij brons. In 2016 moest Daley wederom genoegen nemen met Olympisch brons. Vijf jaar later, op de Olympische Zomerspelen 2020, wonnen hij en Matty Lee goud op het synchroonspringen. Ook won hij op de Olympische Zomerspelen 2020 brons op het onderdeel 10 meter toren. In 2024 won hij zilver op de Olympische Zomerspelen van Parijs op het onderdeel tienmetertoren synchroon. Na deze Spelen beëindige hij zijn carrière. 

## Privé
Daley plaatste op 2 december 2013 een videoboodschap op YouTube, waarin hij vertelde dat hij sinds dat voorjaar een relatie heeft met een man, scenarist Dustin Lance Black. Ze trouwden in mei 2017. Het koppel kreeg in juni 2018, via een draagmoeder, een zoon. In maart 2023 werd hun tweede zoon geboren.
2000: Dmitri Saoetin & Igor Loekasjin · 
2004: Tian Liang & Yang Jinghui · 
2008: Lin Yue & Huo Liang · 
2012: Can Yuan & Zhang Yanquan · 
2016: Chen Aisen & Lin Yue · 
2020: Tom Daley & Matty Lee ·
2024: Yang Hao & Lian Junjie
- Bibsys: 1707991621454
- Gemeinsame Normdatei: 1248653246
- International Standard Name Identifier: 0000 0000 5681 4012
- Library of Congress Control Number: nb2012012736
- Nationale Bibliotheek van Tsjechië: js20081127006
- Nationale Bibliotheek van Israël: 987007411941705171
- Nederlandse Thesaurus van Auteursnamen: 438321367
- SNAC: w6b86fmd
- Virtual International Authority File: 84279543
- WorldCat: E39PBJw93vBwf3KDmVWTgTMgKd